# Sverida, Călărași

Sverida este un sat din cadrul comunei Onișcani, raionul Călărași Satul are o suprafață de circa 0.08 kilometri pătrați, cu un perimetru de 1.16 km. Localitatea se află la distanța de 19 km de orașul Călărași și la 66 km de Chișinău. Satul Sverida a fost menționat documentar în anul 1614.
Populația
Conform datelor recensământului din anul 2004, populația satului constituia 84 de oameni, dintre care 48,81% - bărbați și 51,19% - femei. Structura etnică a populației: 94,05% - moldoveni, 2,38% - ucraineni, 3,57% - ruși. 

## Istorie
Satul Sverida a fost menționat într-un act prin care panul Beldiman cumpără cu 80 de taleri a 8-a parte din moșia satului Sămășcani și printre martori este enumerat „Hanțul pitărel din Sverjea”:
„Iată dar noi, Gligorie mare pitar și Ionașco al treilea logofăt și Băseanul fost uricar și Nicula cămăraș de Ocnă și Dumitru fost pitar și Isac diac din Dușcova și Vasile pitărel din Morozeni și Bocșe din Tărcețăi și Lupul din Verbca păhărnicel și Hanțul pitărel din Sverjea și Andronic păharnicel din Horoște și Duma ușar din Zahorna, din ținutul Soroca, mărturisim noi toți cu această scrisoare a noastră că au venit înaintea noastră și înaintea altor mulți oameni buni și bătrâni, slugi domnești. Antemia, soția lui Parașco, vistiernicel și sora ei, Nastasia, fiicele lui Văscan, nepoatele lui Dodoșea și răstrănepoatele lui Duma Ciochină, de buna voia lor, de nimeni nesilite, nici asuprite și-au vândut ele dreapta lor ocină ... din jumătatea de jos a satului Semeșcaini,... ținutul Orhei.

...

Si pecețile noastre încă le-am pus aici și înșine cu mana noastră încă am scris... 7123 <1614> Noiembrie 1.

Ionașco al treilea logofăt

Marturi, eu Dumitru fost pitar”